# Classe Gueydon
La classe Gueydon era una classe di incrociatori corazzati della marina militare francese, composta da tre unità entrate in servizio tra il 1903 e il 1905. Tutte le unità parteciparono alla prima guerra mondiale, durante la quale una andò perduta in azione; le altre furono ritirate dal servizio attivo negli anni '30.

## Unità
| Nome            | Impostazione     | Varo              | Entrata in servizio | Destino finale                                                                                            | Intitolazione                                |
| --------------- | ---------------- | ----------------- | ------------------- | --- | -------------------------------------------- |
| Gueydon         | 13 agosto 1897   | 20 settembre 1899 | 1º settembre 1903   | radiato dal servizio attivo nel 1935 e trasformato in pontone-nave caserma; distrutto a Brest nel 1944    | Louis Henri de Gueydon (1809–1886)           |
| Montcalm        | 22 dicembre 1897 | 27 marzo 1900     | 24 marzo 1902       | radiato dal servizio attivo il 28 ottobre 1926 e trasformato in pontone-scuola; demolito a Brest nel 1943 | Louis-Joseph de Montcalm (1712-1759)         |
| Dupetit-Thouars | ?                | 5 luglio 1901     | 28 agosto 1905      | affondato da un sommergibile il 7 agosto 1918                                                             | Aristide Aubert du Petit-Thouars (1760-1798) |